# Changpeng Zhao
Changpeng Zhao (chiń. 赵长鹏; ur. 1977 w Jiangsu) – chińsko-kanadyjski przedsiębiorca, założyciel i dyrektor generalny Binance, największej na świecie giełdy kryptowalut pod względem wolumenu obrotu, od kwietnia 2018. Zhao był wcześniej członkiem zespołu pracującego nad blockchain.info, a także pełnił funkcję dyrektora technologicznego w OKCoin. Według magazynu Forbes w 2022 roku jego majątek wynosił 17,4 mld. USD.